# سوريا في الألعاب البارالمبية الصيفية 1992
سوريا في الألعاب البارالمبية الصيفية 1992- بالإنجليزي Syria at the 1992 Summer Paralympics
شاركت سوريا في النسخة التاسعة من دورة الألعاب البارالمبية الصيفية ، والتتي أقيمت في برشلونة -إسبانيا في الفترة من 3 سبتمبر إلي 15 سبتمبر، بوفد يتكون من (2) لاعب، وهذا الرقم غير مستغرب فقد شاركها عدة دول بنفس عدد الرياضين ومنها: شيلي، كوستاريكا، لاتفيا، لوكسمبورج، نامبيا، باكستان، بنما، سيشل، أوراجواي ، ولم تحصل سوريا علي أية ميداليات خلال هذه الدورة التي تصدرتها الولايات المتحدة الأمريكية برصيد 175 ميدالية، ولذلك لم يتم ادراج اسمها في جدول الميداليات .

## روابط خارجية.
- سويا على موقع اللجنة البارالمبية الدولية.